# Asia (película)
Asia (en hebreo: אסיה‎) es una película dramática israelí de 2020 dirigida por Ruthy Pribar, protagonizada por Alena Yiv y Shira Haas. La película se estrenó en línea en el Festival de Cine de Tribeca 2020 (debido a la pandemia de COVID-19), donde ganó los premios a Mejor Actriz (Shira Haas), Mejor Fotografía (Daniella Nowitz) así como el Premio Nora Ephron (Ruthy Pribar). Después de ganar la Mejor Película en la 30.ª edición de los Premios de la Academia Israelí (Premios Ophir), se presentó automáticamente como la entrada israelí a la Mejor Película Internacional en la 93.ª edición de los Premios Óscar, pero no fue nominado. La película ganó ocho Premios de la Academia Israelí adicionales (Premios Ophir) de un total de doce nominaciones, incluyendo Mejor Actriz Protagónica y Mejor Actriz de Reparto. Menemsha Films obtuvo los derechos de distribución de la película en América del Norte en junio de 2020 y anunció su estreno en cines en Film Forum en la ciudad de Nueva York en 2020.

## Sinopsis
Asia es una película dramática de madre e hija. Una madre soltera de treinta y cinco años llamada Asia emigró a Jerusalén desde Rusia con su hija Vika, donde trabaja como enfermera en un hospital. IndieWire escribió:

Asia no es una mamá promedio. Ella es de espíritu libre, de mente abierta y sin prejuicios; pero todo eso se pone a prueba cuando su hija adolescente, que tiene capacidades diferentes, anuncia que está lista para perder su virginidad.

## Reparto
- Alena Yiv como Asia
- Shira Haas como Vika
- Tamir Mula como Gabi
- Gera Sandler como Stas
- Eden Halili como Natalie
- O Barak como Roy
- Nadia Tichonova como Valentina
- Mirna Fridman como Rose
- Tatiana Machlinovski como Lena
- Evgeny Tarlatzky como Boris

## Producción
El rodaje para Asia tuvo lugar a finales de 2018. La película fue editada por Neta Dvorkis y producida por Yoav Roeh y Aurit Zamir con la dirección de reparto de Esther Kling, la misma directora que asignó a Shira Haas su premiado papel debut en Princess (2014).

## Lanzamiento
Asia se estrenó en línea en el Festival de Cine de Tribeca 2020, que no pudo realizarse físicamente debido a la pandemia de COVID-19. La película está hablada en hebreo y ruso con subtítulos en inglés. La película tuvo su primera proyección el 17 de abril de 2020.

## Recepción

### Respuesta crítica
A partir de octubre de 2021, la película tiene un índice de aprobación del 93 % en Rotten Tomatoes, según 29 reseñas con una calificación promedio de 7,3/10. El consenso crítico del sitio dice: "Un retrato inteligente y conmovedor de una familia en desacuerdo, Asia es un debut auspicioso como director de largometrajes para la escritora y directora Ruthy Pribar". Eric John de IndieWire describió la película como "Un drama modesto e íntimo de madre e hija con uno de los finales más desgarradores de los últimos tiempos". David Rooney de The Hollywood Reporter escribió: "Ruthy Pribar hace un debut cinematográfico asegurado, equilibrando la sobriedad con la intensidad emocional en Asia".

### Reconocimientos
Tras su estreno en el Festival de Cine de Tribeca, la película ganó 3 premios: Mejor Actriz Internacional para Shira Haas, Mejor Fotografía para Daniella Nowitz y el Premio Nora Ephron para Ruthy Pribar. Este último es un premio de $ 25,000 otorgado a una escritora o cineasta "con una voz distintiva". El jurado del festival (incl. Danny Boyle, William Hurt) escribió sobre Haas: "Su rostro es un paisaje interminable en el que incluso la más mínima expresión es desgarradora; es una actriz increíblemente honesta y actual que aporta profundidad a todo lo que hace". Después de ganar la Mejor Película en los 30.os Premios de la Academia Israelíes (Premios Ophir), fue seleccionada automáticamente como la entrada israelí para ser considerada como Mejor Película Internacional en la 93.ª edición de los Óscar, pero no fue nominada.
| Lista de premios y nominaciones | Lista de premios y nominaciones                | Lista de premios y nominaciones | Lista de premios y nominaciones | Lista de premios y nominaciones | Lista de premios y nominaciones |
| Año                             | Premio                                         | Categoría                       | nominado(s)                     | Resultado                       | Ref.                            |
| ------------------------------- | ---------------------------------------------- | ------------------------------- | ------------------------------- | ------------------------------- | ------------------------------- |
| 2020                            | Premios de la Academia Israelí (Premios Ophir) | Mejor película                  | Ruthy Pribar                    | Ganadora                        | [ 22 ] [ 23 ]                   |
| 2020                            | Premios de la Academia Israelí (Premios Ophir) | Mejor actriz principal          | Alena Yiv                       | Ganadora                        | [ 22 ] [ 23 ]                   |
| 2020                            | Premios de la Academia Israelí (Premios Ophir) | Mejor actriz de soporte         | Shira Haas                      | Ganadora                        | [ 22 ] [ 23 ]                   |
| 2020                            | Premios de la Academia Israelí (Premios Ophir) | Mejor edición                   | Neta Dvorkis                    | Ganadora                        | [ 22 ] [ 23 ]                   |
| 2020                            | Premios de la Academia Israelí (Premios Ophir) | Mejor reparto                   | Esther Kling                    | Ganadora                        | [ 22 ] [ 23 ]                   |
| 2020                            | Premios de la Academia Israelí (Premios Ophir) | Mejor banda sonora original     | Karni Postal                    | Ganadora                        | [ 22 ] [ 23 ]                   |
| 2020                            | Premios de la Academia Israelí (Premios Ophir) | Mejor fotografía                | Daniela Nowitz                  | Ganadora                        | [ 22 ] [ 23 ]                   |
| 2020                            | Premios de la Academia Israelí (Premios Ophir) | Mejor dirección de arte         | Tamar Gadish                    | Ganador                         | [ 22 ] [ 23 ]                   |
| 2020                            | Premios de la Academia Israelí (Premios Ophir) | Mejor maquillaje                | Hila Elkayam                    | Ganadora                        | [ 22 ] [ 23 ]                   |
| 2020                            | Premios de la Academia Israelí (Premios Ophir) | Mejor director                  | Ruthy Pribar                    | Nominada                        | [ 22 ] [ 23 ]                   |
| 2020                            | Premios de la Academia Israelí (Premios Ophir) | Mejor guion original            | Ruthy Pribar                    | Nominada                        | [ 22 ] [ 23 ]                   |
| 2020                            | Premios de la Academia Israelí (Premios Ophir) | Mejor diseño de sonido          | Amir Buberman, Seagull & Gull   | Nominados                       | [ 22 ] [ 23 ]                   |
| 2020                            | Premios de la Academia Israelí (Premios Ophir) | Mejor diseño de vestuario       | Inbal Shuki                     | Nominada                        | [ 22 ] [ 23 ]                   |